# 郑联科
拿督斯里郑联科（1962年10月25日—），马来西亚政治人物，曾任马华公会副总会长。曾任马来西亚青年及体育部副部长、以及马来西亚国家团结部副部长。

## 政治生涯
2023年9月9日，郑联科宣布捍卫马华公会副总会长一职，然而最终落选。

## 争议事件

### 宽恕纳吉论
2022年9月22日，郑联科在推特上撰文批评，人们只想看到前首相纳吉·阿都拉萨在监狱受苦，并质问此何以符合马来人和穆斯林的宽恕文化。他说：“有时候，我不明白这些‘政治老鼠’的仇恨，有的人不停歇地只想看见纳吉在监狱遭受折磨和苦难。”“难道他（纳吉）在思想、身体和精神上受到的折磨还不够吗？马来人和穆斯林的道歉文化在哪里？”
郑联科声援纳吉的言论遭在野党领袖和网民批评。民主行动党甲洞区国会议员林立迎质疑，郑联科要求人民宽恕纳吉是等同再次证明马华是一个接受腐败，贪污的政党，他同时质问既然纳吉未曾忏悔，何谈宽恕。槟城州希盟青年团团长李伟翔促请郑联科不要在社交媒体上企图为自己盟党贪污领袖带风向及洗白。万挠区州议员蔡伟杰表示，马华可以利用宗教为锒铛入狱的纳吉博取同情，但无需利用宗教呼吁民众原谅囚犯纳吉。

## 选举成绩
| 年份 | 选区             | 候选人 | 候选人             | 得票数 | 得票率 | 竞选对手 | 竞选对手                   | 得票数 | 得票率 | 总票数 | 多数票 | 投票率 |
| ---- | ---------------- | ------ | ------------------ | ------ | ------ | -------- | -------------------------- | ------ | ------ | ------ | ------ | ------ |
| 1995 | N14 英迪拉马哥打 |        | 郑联科（马华公会） | 10,937 | 66.72% |          | 阿都阿兹奥曼（四六精神党） | 4,320  | 26.35% | 16,393 | 6,617  | 73.35% |
| 1999 | N14 英迪拉马哥打 |        | 郑联科（马华公会） | 10,439 | 57.67% |          | 拉萨阿里亚斯（公正党）     | 6,864  | 37.92% | 18,100 | 3,575  | 75.70% |
| 2004 | N14 德伦敦       |        | 郑联科（马华公会） | 12,000 | 74.31% |          | 彭永康（公正党）           | 3,638  | 22.53% | 16,149 | 8,362  | 71.04% |